# CPE Genève Meyrin
El CPE Genève Meyrin es un equipo de baloncesto suizo con sede en la ciudad de Meyrin, que compite en la LNB, la segunda división del baloncesto suizo. Disputa sus encuentros como local en la Salle Champs-Fréchets.

## Nombres
- Etoile Sportive Vernier Meyrin (hasta 2011)
- CPE Genève Meyrin (2011-)

## Posiciones en Liga
- 2006 (1-1LN)
- 2007 (6-LNB)
- 2008 (8-LNB)
- 2009 (10-LNB)
- 2011 (12-LNB)
- 2012 (5-1LN)
- 2013 (7-1LN)

### Plantilla 2013-2014
| N.º. | Nombre      | Nacionalidad     | Puesto |
| ---- | ----------- | ---------------- | ------ |
| --   | Boris MBala | Bandera de Suiza | Pívot  |